# Ragnar Lodbrok
Ragnar Lodbrok hay Lothbrok (tiếng Bắc Âu cổ: Ragnarr Loðbrók, "Ragnar Shaggy-Breeches") là một người Viking huyền thoại , một vị vua, và là một anh hùng từ thời đại Viking được miêu tả trong thơ Bắc Âu cũ và một số saga. Trong truyền thuyết, Ragnar là tai họa của nước Pháp và Anh vào thế kỷ 9 và là cha của những người con trai nổi tiếng như Ivar Không xương, Björn Ironside, Halfdan Ragnarsson, Sigurd Rắn trong Mắt và Ubba.

## Lịch sử
Theo truyền thuyết, Ragnar có ba người vợ là Lagertha, Þóra Borgarhjǫrtr, và Aslaug. Có hai giả thuyết khác nhau về cái chết của ông. Một là ông bị Vua Ælla của Northumbria (kẻ thù của ông) bắt giữ, và bị giết chết khi bị ném vào một hố rắn. Những người con trai của ông đã có một cuộc trả thù đẫm máu bằng việc xâm lược nước Anh với một đội quân ngoại đạo lớn. Một giả thuyết khác về cái chết của Ragnar là ông bị bệnh dịch tả và bị thương khi cố gắng xâm nhập vào Paris.